# Fabrice Colas
Fabrice Colas (* 21. Juli 1964 in Rueil-Malmaison) ist ein ehemaliger französischer Bahnradsportler und vierfacher Weltmeister.
Erstmals machte Fabrice Colas 1984 auf sich aufmerksam, als er bei den Olympischen Spielen 1984 in Los Angeles die Bronzemedaille im 1000 m-Zeitfahren auf der Bahn erringen konnte.
Seine größten Erfolge, vier Weltmeisterschaftstitel, hatte Colas jedoch im Tandemrennen, alle gemeinsam mit Frédéric Magné: 1987 in Wien, 1988 in Gent, 1989 in Lyon sowie 1994 in Palermo, wo die Tandem-Disziplin zum letzten Mal bei Weltmeisterschaften ausgetragen wurde. Bei der Bahn-WM 1991 in Stuttgart belegte er im Sprint Platz zwei und im Keirin Platz drei. 1993 wurde Colas französischer Meister im Sprint.
1986 wurde Fabrice Colas positiv auf Anabolika getestet, jedoch ohne bekanntgewordene Konsequenzen.

## Erfolge
1984
- Olympische Spiele – 1000-Meter-Zeitfahren

1987
- Weltmeister – Tandem (mit Frédéric Magné)

1988
- Weltmeister – Tandem (mit Frédéric Magné)
- Französischer Meister – Tandem
- Französischer Meister – Italienischer Kilometer

1989
- Weltmeister – Tandem (mit Frédéric Magné)

1991
- Weltmeisterschaft – Sprint
- Weltmeisterschaft – Keirin

1993
- Französischer Meister – Sprint

1994
- Weltmeister – Tandem (mit Frédéric Magné)